# Dolichopeza (Dolichopeza) borealis
Dolichopeza (Dolichopeza) borealis is een tweevleugelige uit de familie langpootmuggen (Tipulidae). De soort komt voor in het Nearctisch gebied.